# Truppenfahrrad

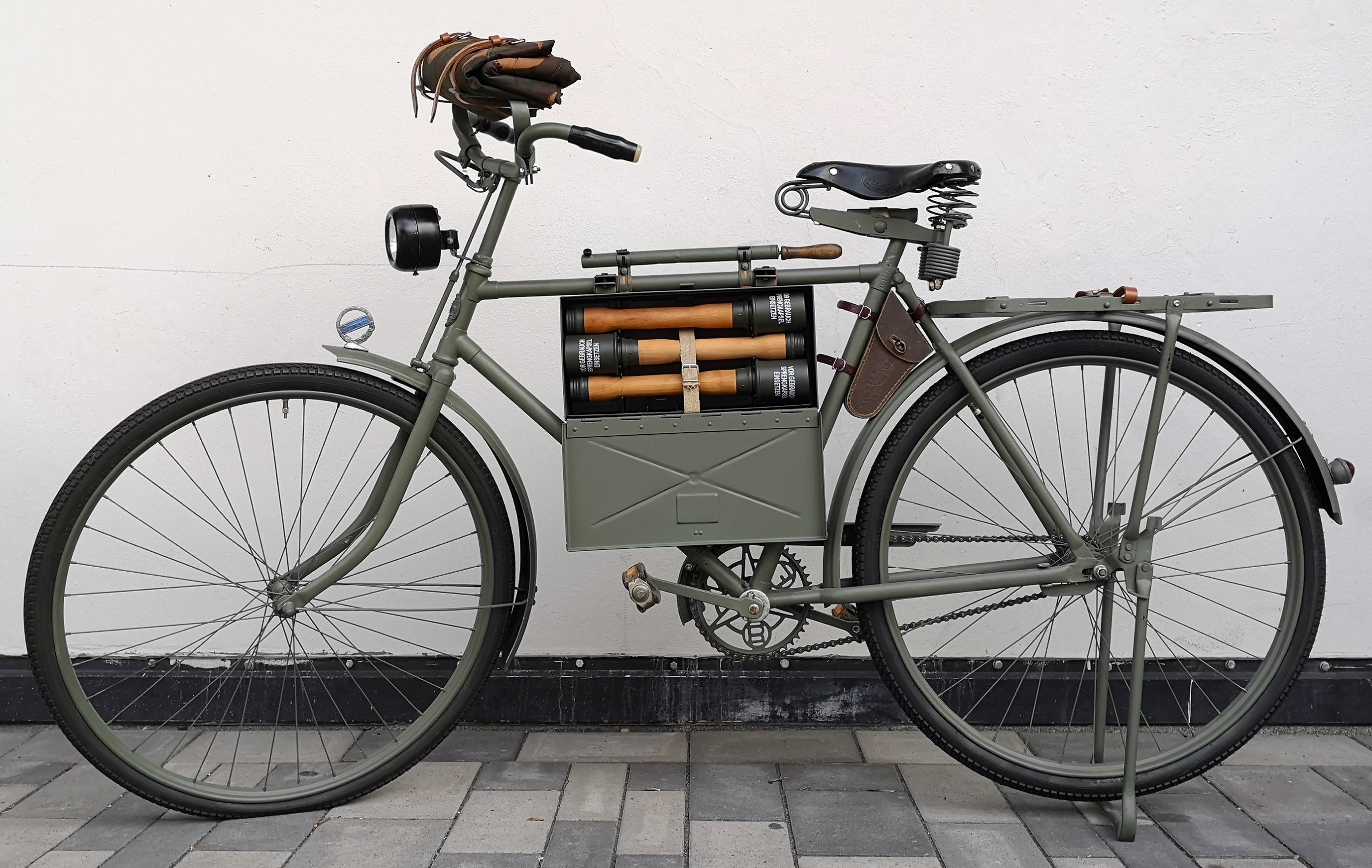
Truppenfahrrad z roku 1939

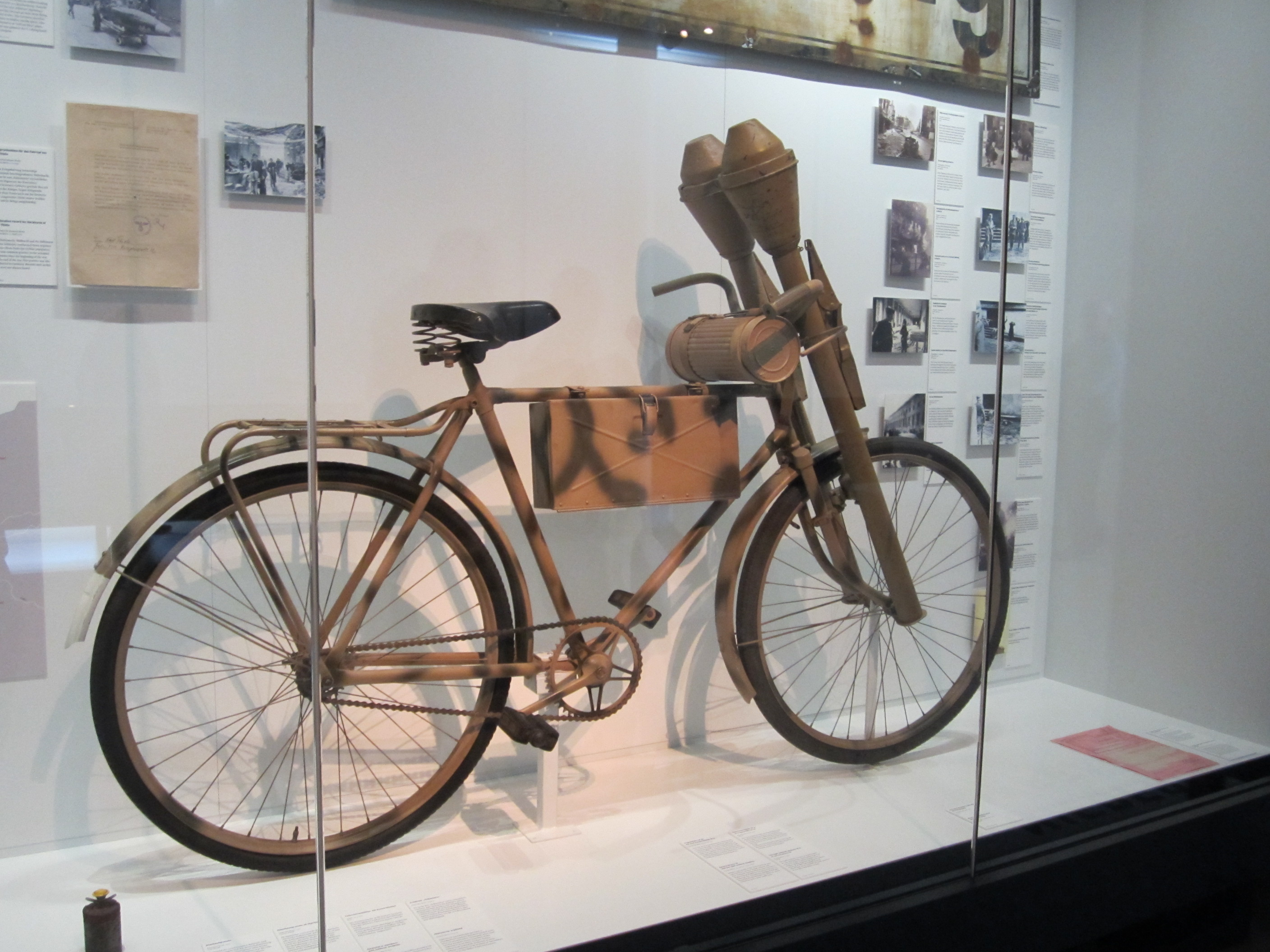
Truppenfahrrad z Panzerfaustami

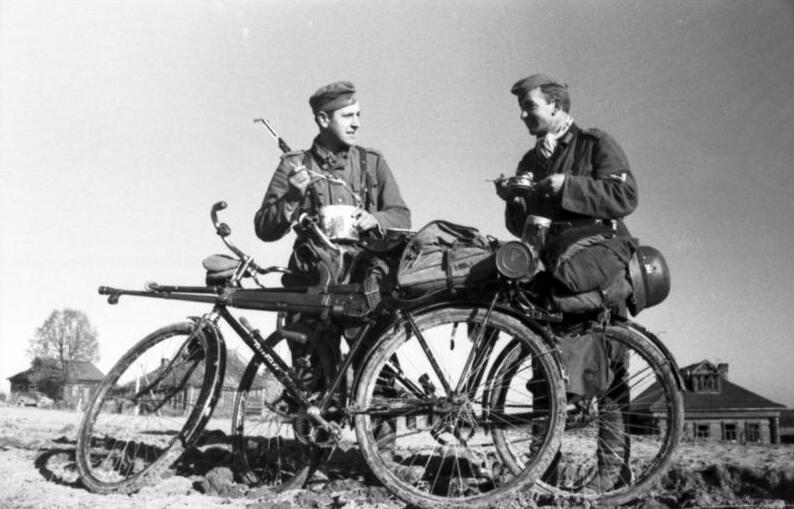
Dwóch żołnierzy Wehrmachtu z rowerami załadowanymi sprzętem

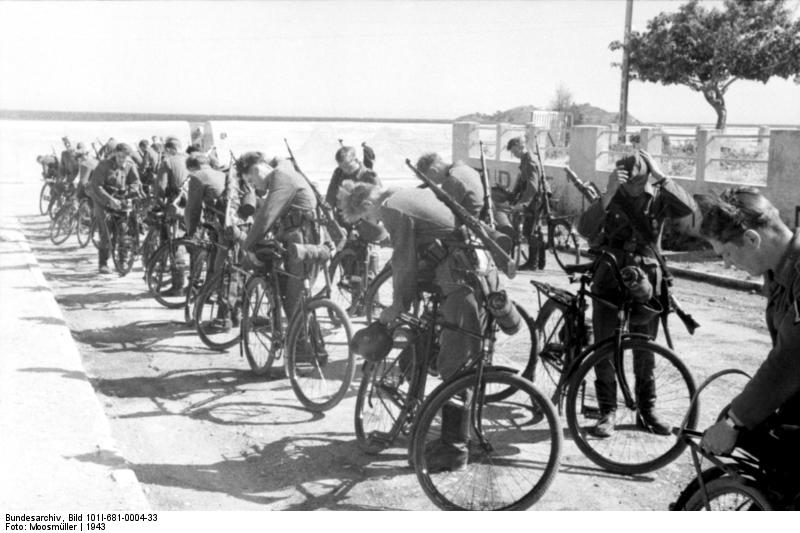
Żołnierze Wehrmachtu z rowerami we Francji

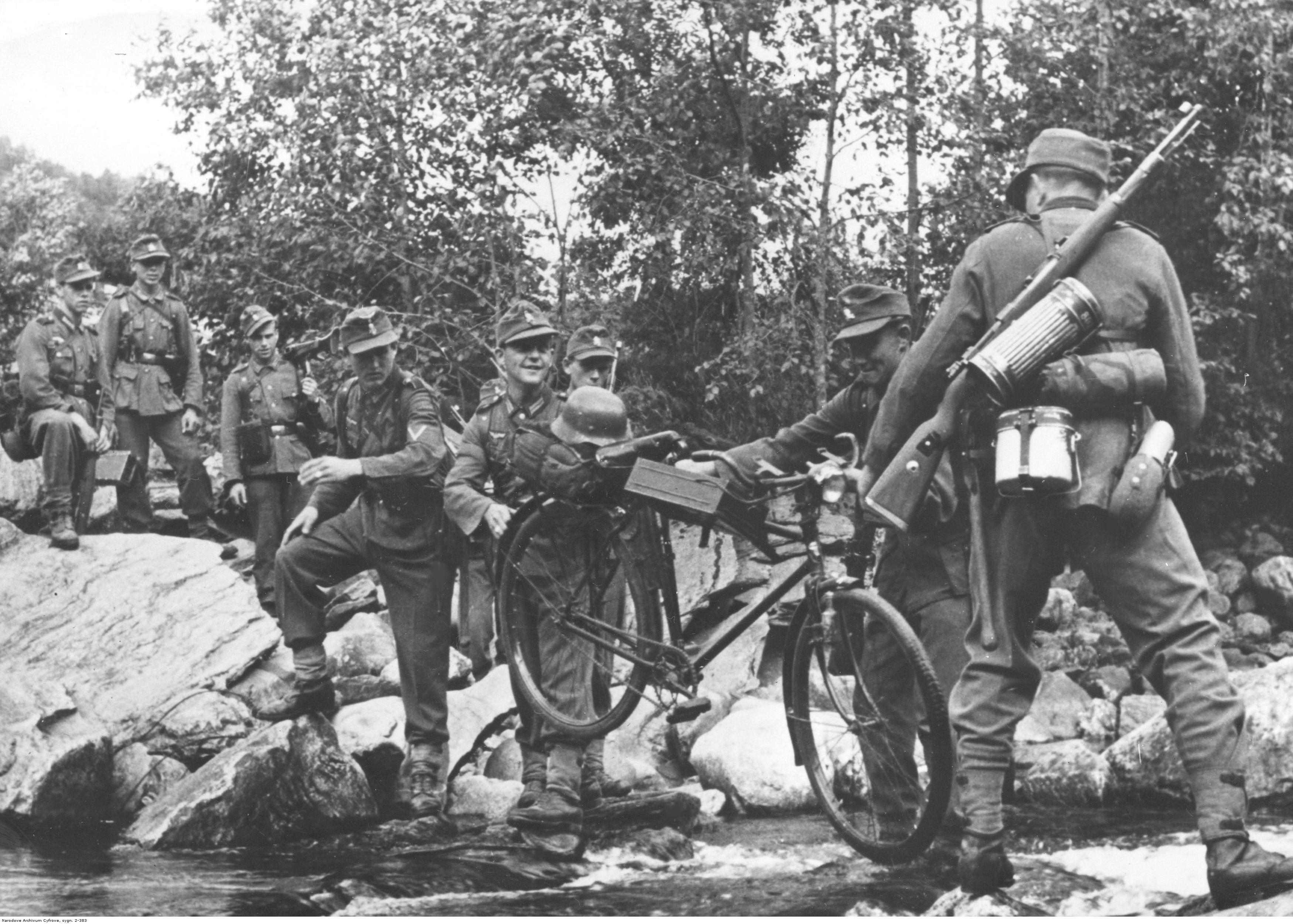
Grupa niemieckich żołnierzy podczas przeprawy przez strumień podaje sobie rower

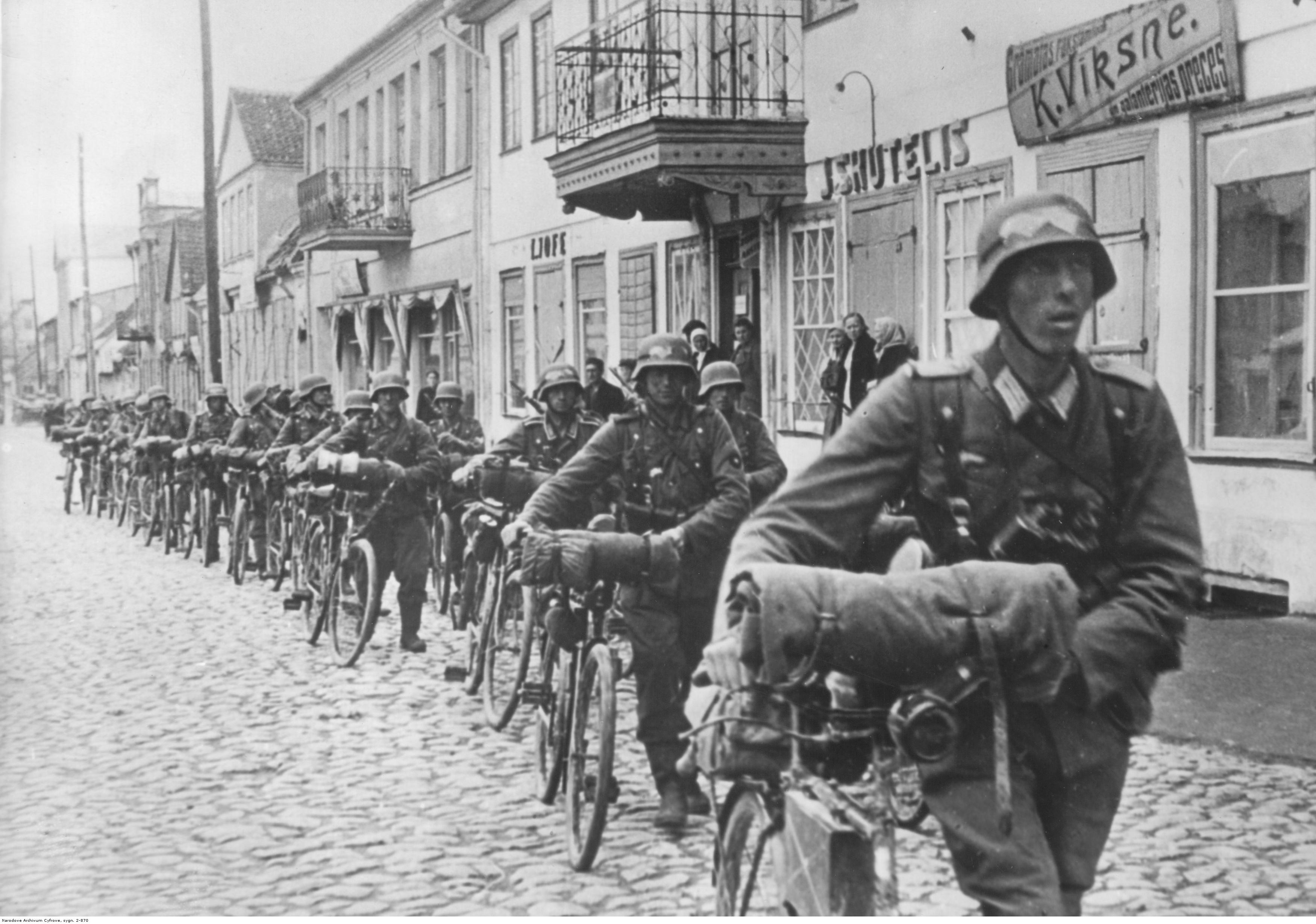
Oddział kolarzy (cyklistów), maszeruje ulicą podczas wkraczania Wehrmachtu do litewskiego miasta

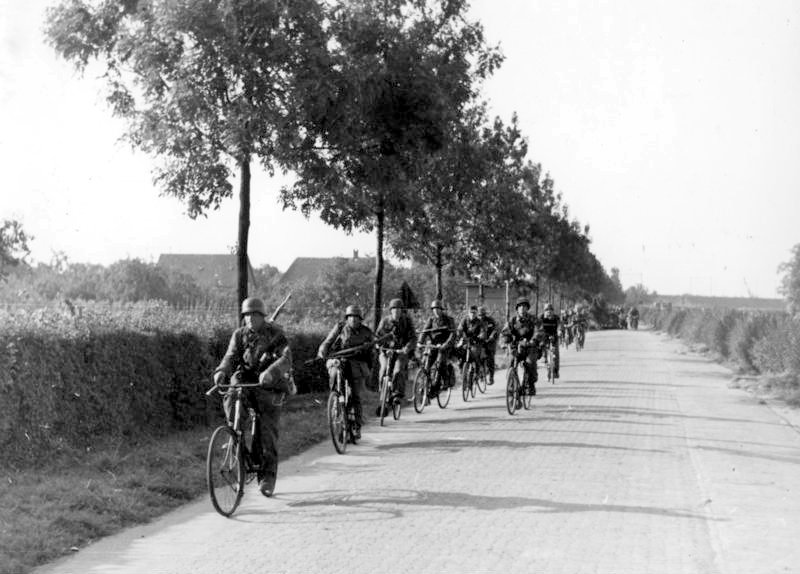
Oddział niemiecki jadący na rowerach w Holandii

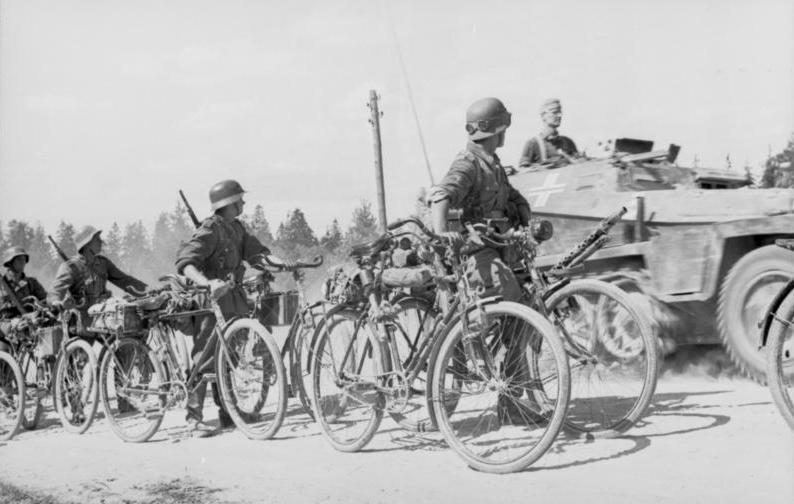
Grupa niemieckich żołnierzy z rowerami przy wozie opancerzonym artylerii Sd.Kfz.253

Truppenfahrrad – niemiecki rower wojskowy używany przez Wehrmacht podczas II wojny światowej.

## Geneza
Wbrew powszechnemu przekonaniu armia niemiecka w chwili wybuchu wojny nie była w pełni zmotoryzowana. Traktat wersalski podpisany w czerwcu 1919 roku, poważnie ograniczył zasoby armii, zwłaszcza w dziedzinie motoryzacji. Duża część piechoty musiała poruszać się pieszo i dlatego logiczne wydawało się korzystanie z niezmotoryzowanych środków transportu, takich jak konie i rowery. Te formy transportu utrzymywały się przez całą wojnę, a pod koniec zmniejszona produkcja pojazdów silnikowych oraz brak zasobów paliwowych zmusił Oberkommando der Wehrmacht (OKW) do korzystania z większej liczby niezmotoryzowanych form transportu. W 1943 roku produkcję rowerów w Niemczech szacowano na 1,2 miliona egzemplarzy. Chociaż dokładna liczba nie jest znana, największa część tej produkcji została zainicjowana żądaniami wysuwanymi przez wojskowych.
Wszystkie jednostki piechoty, a nawet dywizje zmotoryzowane, miały w swoim wyposażeniu rowery. Reorganizacja armii w połowie lat 30. XX wieku zakładała, że pierwszy batalion każdego pułku piechoty powinien być wyposażony w rowery i tak było przez całą wojnę w większości pułków piechoty. Każdy pułk miał sekcję rozpoznawczą, która jeździła na koniach lub rowerach albo czasami kombinację obu. Sztabom pułków piechoty wydano pięć rowerów, podobnie jak batalionom pionierskim. W okresie wojny, rowery posiadały wszystkie jednostki, zwłaszcza sekcje w których służyli gońcy.
Niemiecka kawaleria na początku wojny liczyła piętnaście pułków. Każdy z tych pułków składał się z niewielkiej ilości pojazdów silnikowych i batalionu rowerowego. W 1941 roku atak Niemiec na ZSRR wykazał nieprzydatność łączenia oddziałów konnych i rowerowych. W okresie rasputicy konie zachowywały dobrą mobilność, podczas gdy rower stał się ciężarem. W obrębie kawalerii batalion rowerowy został ostatecznie wycofany do 1943 roku, a sama kawaleria do tego czasu została zredukowana do trzech pułków. 
W 1945 roku, w końcowym okresie wojny, aliancka ofensywa na Berlin i inne duże miasta niszczyła sprzęt i zaopatrzenie, co zmusiło Niemców do korzystania z każdej dostępnej im formy transportu. Rowery były masowo używane przez piechotę, Volkssturm i Hitlerjugend do manewrowania ulicami atakowanych miast w daremnej próbie powstrzymania alianckiego natarcia.

## Historia produkcji
Przed wybuchem II wojny światowej produkcją rowerów dla Wehrmachtu zajmowały się firmy, które produkowały również rowery dla ludności cywilnej. Firmy te montowały rowery zgodnie z ich własnymi projektami i dokonywały niewielkich lub żadnych adaptacji do użytku wojskowego, co zaowocowało szeroką gamą stylów rowerów, ale wraz z wybuchem wojny nastąpiła racjonalizacja produkcji. Zmniejszyło to liczbę zewnętrznych dostawców i spowodowało standaryzację niemieckiego roweru wojskowego, który był montowany przez wiele firm zgodnie z zapotrzebowaniem.
Pomimo wprowadzenia standardowego roweru istniało wiele wariantów. Przedwojenne egzemplarze były nadal wykorzystywane do czasu zużycia, egzemplarze cywilne kupowano bezpośrednio od firm, korzystano także z rowerów zdobycznych z państw okupowanych. Tak więc nawet w 1944 roku niemiecki rower wojskowy stanowił ogromną mieszankę stylów. Istniał nawet składany model spadochroniarski, który można było złożyć na pół i dopasować do zasobnika zrzutowego.
Rower co do zasady miał być utrzymywany przez wojskowego zbrojmistrza, ale jednostki garnizonowe w większości korzystały z usług lokalnych warsztatów naprawczych, przy czym za standardową konserwację i czyszczenie odpowiadał kolarz (cyklista).

## Truppenfahrrad
Niemiecki rower wojskowy był klasyczny w swojej konstrukcji. Posiadał dwa koła, ramę, kierownicę, pedały napędzane nogami połączone łańcuchem z tylnym kołem oraz układ hamulcowy. Standardowy rower używany przez Wehrmacht posiadał kilka adaptacji i standaryzacji podzespołów takich jak system hamowania. Rama roweru była skonstruowana z cieńszych rurek, co pozwalało na większą przestrzeń do zamocowania sprzętu wojskowego. Kierownicę wyposażoną w klamkę hamulcową, można było łatwo zdjąć za pomocą centralnej dźwigni zwalniającej. Zapobiegało to kradzieży, a także pozwalało na bardziej zwarte przechowywanie rowerów po załadowaniu na ciężarówki lub wagony.
Rower fabrycznie malowano na satynową czerń, z wyjątkiem części chromowanych lub niklowanych. Przez cały okres eksploatacji rower był często przemalowywany, w tym chromowane i niklowane części aby zapobiec błyszczeniu. Preferowanym kolorem był czarny, ale niektóre dowody wskazują, że był on również pomalowany w odpowiednie maskowanie. Rower w oryginalnym, fabrycznym malowaniu na czarno był rzadkością. Miał wybite dane producenta, numer seryjny i datę produkcji a części dostarczane przez inne specjalistyczne firmy, takie jak układ hamulcowy, posiadały własne oznaczenia stemplowe. Wiele części było oznaczonych stemplem patentu Rzeszy Niemieckiej.
Łańcuch był prosty i nie miał zamontowanej osłony, co było prawdopodobnie spowodowane ułatwieniem konserwacji, zmniejszeniem wagi i kosztów. Jest również prawdopodobne, że pominięcie tego elementu miało zapobiec zatykaniu łańcucha przez śmieci. Siodełko wsparte na prostych sprężynach śrubowych było wykonane ze skóry, elastycznego płótna, gumy lub filcu pokrytego olejakowym płótnem. Rower wyposażony był w pełne błotniki z przodu i z tyłu, które były półkuliste (widok w przekroju) i miały zwijane krawędzie dla wytrzymałości. W późniejszym czasie wytwarzano je z cieńszego metalu i miały wytłoczone grzbiety wzmacniające z każdej strony. Pomiędzy tylnym błotnikiem a dolnym słupkiem znajdowała się odpowiednio ukształtowana trójkątna sakwa na narzędzia, wykonana ze skóry lub sprasowanej tektury i przymocowana do roweru za pomocą trzech pasków.
Rower musiał spełniać wymogi niemieckich przepisów ruchu drogowego z 1937 roku, więc posiadał przedni hamulec, dzwonek, oświetlenie z przodu, odblaski w pedałach i czerwony odblask z tyłu. Posiadał solidny przedni hamulec obsługiwany za pomocą drążka z dużą gumową podkładką, który działał bezpośrednio na wierzch przedniej opony. Było to dość nieefektywne i zwykle używane tylko przy niskich prędkościach oraz podczas chodzenia z rowerem. Opony były gumowe i pneumatyczne. Główny hamulec znajdował się w piaście tylnego koła i był obsługiwany przez pedałowanie do tyłu.
Lampa umieszczona była tylko z przodu, jednak żołnierze często otrzymywali zaciemniające osłony, więc wojsko kupowało specjalnie zaprojektowane lampy które nie posiadały szklanego klosza, ale miały metalowe osłony z listew zaprojektowane tak, aby kierować światło w dół. Lampy były czasami zasilane bateriami, ale częściej przez dynamo działające na obręcz przedniego koła. Pedały były metalowe z gumowymi lub drewnianymi klockami. Zgodnie z przepisami były one wyposażone w czerwone lub bursztynowe reflektory, ale często usuwano je, aby ułatwić zaciemnienie. Po 1943 roku pedały wykonywano w całości z metalu bez odblasków, przez co były trudniejsze do noszenia i tańsze w produkcji. Chromowano je z gołego metalu i malowano na czarno. Zgodnie z przepisami rower wyposażony był w tylny   reflektor, ale wiele z nich zostało usuniętych lub zgubionych. Zdarzało się, że niewielka część tylnego błotnika była pomalowana na biało jako rodzaj tylnego reflektora.
Dzięki standaryzacji roweru nastąpiła standaryzacja przewożonego nim sprzętu wojskowego. Za pomocą uchwytów przewożono karabinek Mauser Kar98k, karabiny maszynowe MG 34 i MG 42 z dwójnogami, karabin przeciwpancerny PzB38, karabin Gew43, moździerze, miny przeciwpancerne oraz granatnik przeciwpancerny Panzerfaust montowany w sposób improwizowany przez oddziały Volkssturmu. Było też mocowanie, które przytwierdzano do kierownicy, aby umieścić na nim zwinięty płaszcz lub koc, ale zostało ono wycofane, ponieważ sprawiało, że rower był zbyt ciężki, co powodowało jego przewracanie się podczas spoczynku. Bagażnik został umieszczony z tyłu, przymocowany do tylnego dolnego słupka oraz u podstawy rur wsporników tylnego koła. Był wystarczająco duży, aby pomieścić trzy skrzynki z amunicją do karabinu maszynowego, ale często używany był do przewożenia plecaka i ekwipunku kolarza (cyklisty). Przedmioty były zabezpieczone czterema paskami, trzema w poprzek bagażnika i jednym od przodu do tyłu. Skrzynka amunicyjna przymocowana do poprzeczki dwoma wspornikami i mająca jedną otwieraną stronę z wewnętrznym pasem, była na tyle duża, by pomieścić amunicję do karabinu maszynowego. Mogła również pomieścić trzy granaty trzonkowe z detonatorami.